# Pobladura de Pelayo García
Pobladura de Pelayo García é um município da Espanha na província de León, comunidade autónoma de Castela e Leão, de área 42 km² com população de 502 habitantes (2007) e densidade populacional de 26,29 hab/km².

## Demografia
| Variação demográfica do município entre 1991 e 2004 | Variação demográfica do município entre 1991 e 2004 | Variação demográfica do município entre 1991 e 2004 | Variação demográfica do município entre 1991 e 2004 |
| --------------------------------------------------- | --------------------------------------------------- | --------------------------------------------------- | --------------------------------------------------- |
| 1991                                                | 1996                                                | 2001                                                | 2004                                                |
| 741                                                 | 609                                                 | 542                                                 | 530                                                 |